# Gran Premio della Liberazione
Der Gran Premio della Liberazione (dt.: Großer Preis der Befreiung) ist ein italienisches Straßenradrennen, das seit 1946 an jedem 25. April auf einem Rundkurs an den Caracalla-Thermen in Rom ausgetragen wird.

## Bedeutung
Der Name und der Termin des Rennens verweisen auf den italienischen Nationalfeiertag Anniversario della Liberazione (dt.: Jahrestag der Befreiung), an dem die italienische Republik die Befreiung vom Faschismus im Jahr 1945 feiert.
Diese symbolische Bedeutung des Rennens übersteigt die formale sportliche Wertigkeit. So wird das Rennen, welches bis 2004 Amateuren vorbehalten war und seit der Einführung der Einheitslizenz 2005 als U23-Nachwuchsrennen in UCI-Kategorie 1.2U veranstaltet wird, wie sonst nur Profirennen regelmäßig vom italienischen Staatsfernsehen RAI live übertragen.
Unter den Siegern des Rennens finden sich zahlreiche Fahrer, die später im internationalen Radsport sehr erfolgreich waren, etwa 1985 der spätere Sieger des Giro d’Italia und zweimalige Straßenweltmeister Gianni Bugno oder der Sieger von Mailand–Sanremo 2011, Mathew Goss, der hier 2006 gewann.
Die Länge des Rennens betrug im Jahr 2012 138 km. Die Streckenlänge variierte in den ausgetragenen Rennen zwischen 98 bis 182 Kilometern. Es wurde auf einem Rundkurs von ca. 6 km ausgetragen. Damit gilt es als Rundstreckenrennen.
Veranstalter ist der Velo Club Primavera Ciclistica, welcher auch das Nachwuchs-Etappenrennen Giro delle Regioni ausrichtete.

## Palmarès
- 1946  Gustavo Guglielmetti
- 1947  Spartaco Rosati
- 1948  Bruno Fossa
- 1949  Alfio Benfenati
- 1950  Donato Piazza
- 1951  Vincenzo Zucconelli
- 1952  Renzo Maurizi
- 1953  Nazareno Venturini
- 1954  Cleto Maule
- 1955  Giancarlo Ceppi
- 1956  Aurelio Cestari
- 1957  Salvatore Morucci
- 1958  Remo Tamagni
- 1959  Romeo Venturelli
- 1960  Aurelio Bianchi
- 1961  Teodoro Cerbella
- 1962  Antonio Tonioli
- 1963  Antonio Tonioli
- 1964  Carlo Storai
- 1965  Ferruccio Manza
- 1966  Jaroslav Kvapil
- 1967  Carlo Gallazzi
- 1968  Attilio Rota
- 1969  Pietro Mingardi
- 1970  Rudolf Labus
- 1971  Giuseppe De Matteis
- 1972  Juri Osynzew
- 1973  Iwan Trifonow
- 1974  Cvitko Bilić
- 1975  Palmiro Masciarelli
- 1976  Bill Nickson
- 1977  Bob Downs
- 1978  Henning Jørgensen
- 1979  Walter Delle Case
- 1980  Marco Cattaneo
- 1981  Iwan Mischtschenko
- 1982  Mauro Longo
- 1983  Claudio Golinelli
- 1984  Manuel Jorge Domínguez
- 1985  Gianni Bugno
- 1986  Mark van Orsouw
- 1987  Dmitri Konyschew
- 1988  Bernd Gröne
- 1989  Joachim Halupczok
- 1990  Uwe Winter
- 1991  Andrea Solagna
- 1992  Wassili Dawidenko
- 1993  Alessandro Bertolini
- 1994  Alex Pedersen
- 1995  Paolo Valoti
- 1996  Davide Casarotto
- 1997  Cristiano Citton
- 1998  Roberto Savoldi
- 1999  Marco Zanotti
- 2000  Lorenzo Bernucci
- 2001  Alberto Loddo
- 2002  Andrea Sanvido
- 2003  Davide Garbelli
- 2004  Daniele Colli
- 2005  Chris Sutton
- 2006  Matthew Goss
- 2007  Manuele Boaro
- 2008  Andrea Grendene
- 2009  Sacha Modolo
- 2010  Jan Tratnik
- 2011  Matteo Trentin
- 2012  Enrico Barbin
- 2013  Ilja Koschewoj
- 2014  Jewgeni Schalunow
- 2015  Lucas Gaday
- 2016  Vincenzo Albanese
- 2017  Seid Lizde
- 2018  Alessandro Fedeli
- 2019 ausgefallen wegen COVID-19-Pandemie
- 2020 ausgefallen wegen COVID-19-Pandemie
- 2021  Michele Gazzoli
- 2022  Henri Uhlig
- 2023  Alessandro Romele
- 2024  Davide Donati
- 2025  Lorenzo Masciarelli